# Paepalanthus alpinus
El quiche de agua o flor de harina  (Paepalanthus alpinus o Paepalanthus columbiensis ) es una especie de planta fanerógama perteneciente a la familia Eriocaulaceae, nativa de los páramos de las cordilleras oriental y central de los Andes, en Colombia.

## Galería
|                                         |
| Quiche de agua en el páramo de Chingaza |

|                  |
| "Flor de harina" |

|                                       |
| Quiche de agua en el páramo de Guasca |